# Почта Северной Македонии
Почта Северной Македонии (макед. Пошта на Северна Македонија) — национальный оператор почтовой связи Северной Македонии со штаб-квартирой в Скопье. Государственное предприятие. Член Всемирного почтового союза.

## История

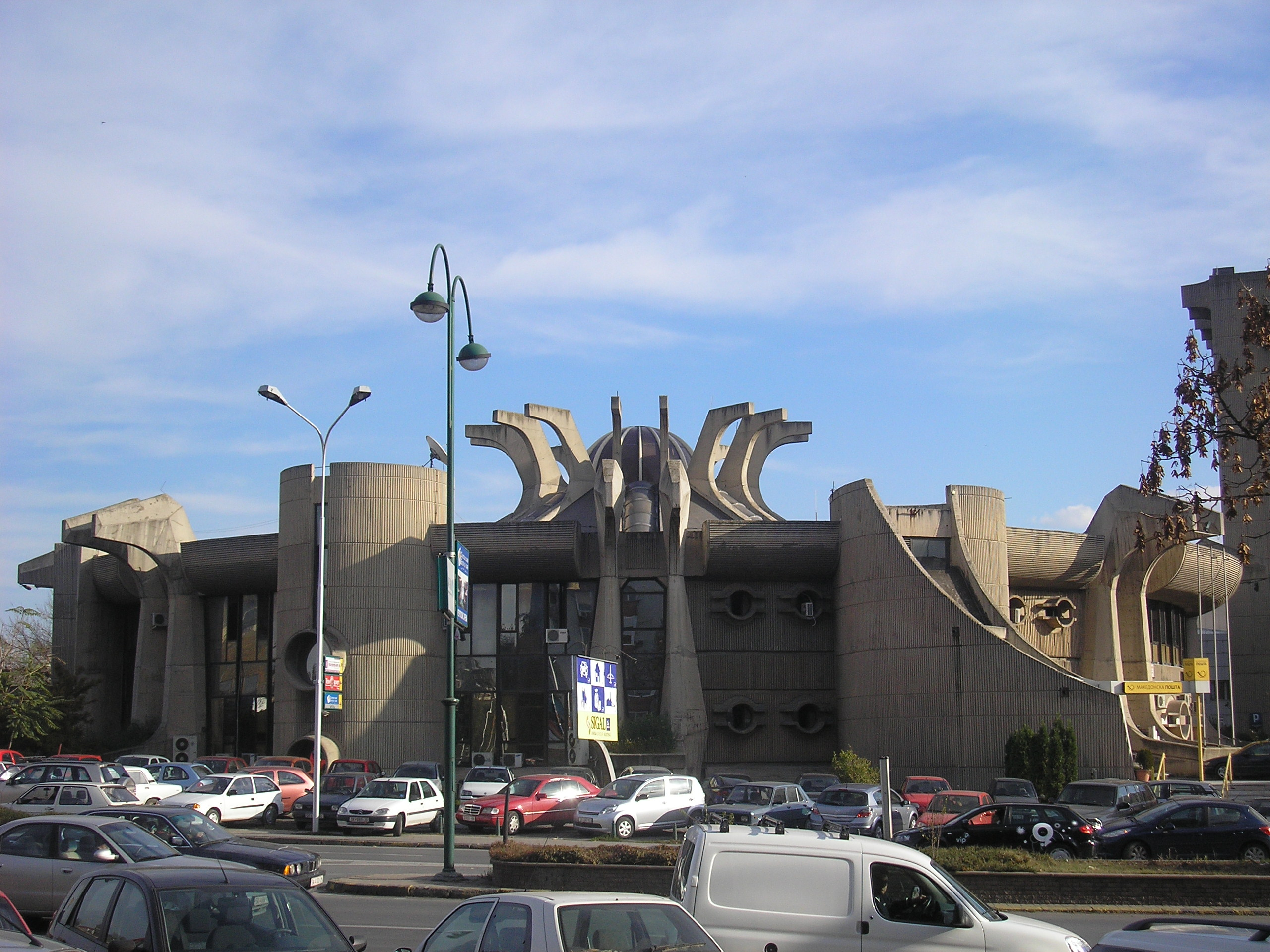
Почтамт в Скопье — штаб-квартира «Почты Северной Македонии»

После выхода Республики Македонии из состава СФРЮ в сентябре 1991 года почта Республики Македонии ввела новые международные почтовые линии с соседними странами (1991-1995); был оборудован главный почтовый центр в Скопье для международных перевозок. Было также внедрено современное оборудование для автоматизации технологических процессов в почтовых центрах. С 1 июня 1992 года в Республике Македонии начались осуществляться международные почтовые перевозки, а 12 июля 1993 года страна была принята во Всемирный почтовый союз. 1 января 1997 года государственное предприятия ПТТ «Македония» было преобразовано в государственное предприятие «Македонска пошта».
Почта Северной Македонии осуществляет международный почтовый обмен и обслуживание внутренних почтовых отправлений Северной Македонии. Также Почта Северной Македонии состоит в составе всемирного EMS кооператива и доставляет EMS отправления. Доставка почты и EMS отправлений Почты Северной Македонии происходит по общим правилам Всемирного почтового союза, который гарантирует свободу транзита посылок, перемещаемых наземными, морскими и авиа-путями между членами единой почтовой территории. 
Как член Всемирного почтового союза свою деятельность Почта Северной Македонии осуществляет в соответствии с правилами Всемирной почтовой конвенции, которая регулирует международный почтовый обмен между участниками.
День работников почты Северной Македонии — 22 апреля.